# Junkers Ju 52
Junkers Ju 52 je bio transportni zrakoplov i bombarder. Jedan je od prvih njemačkih aviona korišten u Drugom svjetskom ratu. Proizvođen je od 1932. – 1945. u tvornici zrakoplova Junkers. U 1930.-tim, 1940.-tim. letio je i u civilne i u vojne svrhe. Kao putnički avion bio je u floti desetak avioprijevoznika uključujući Swissair i Lufthansu. Za Luftwaffe je prvenstveno prevozio teret, a letio je i kao bombarder. U Švicarskim zračnim snagama tri aviona prizemljena su tek u ranim 1980.-tim.

## Razvoj
Ju 52 je sličan, ali nešto veći od svog prethodnika Junkersa W33. U 1930. Ernst Zindel je sa svojim timom projektirao Ju 52 u junkersovoj tvrtci u Dessau. Zrakoplov je prepoznatljiv po svojoj naboranoj metalnoj oplati s kojom se postiglo ojačanje cijele konstrukcije. Krilo je bilo nisko postavljeno s centroplanom koji prolazi kroz trup, stvarajući njegov donji oblik. Krilo je formirano oko četiri para kružno oblikovanih ramenjača s valovitom oplatom dajući mu tako otpornost na uvijanje. Uska zakrilca protezala su se uzduž cijele izlazne ivice, vidno odvojena od krila. Tako postavljena smanjila su brzinu na kojoj dolazi do naglog gubitka uzgona (eng:stalling speed) a sama konstrukcijska izvedba bila je poznata kao "dvostruko krilo". Vanjski dijelovi zakretali su se suprotno i imali su ulogu krilaca.
Trup aviona je bio pravokutnog oblika sa zaobljenim gornjim dijelom, prekriven valovitom oplatom od lake legure. Vrata na zrakoplovu nalazila su se s lijeve strane odmah iza krila od kojih su se sve do pilotske kabine protezali prozori. Glavno podvozje je bilo fiksno i razdvojeno. Na nekim avionima kotači su bili obloženi aerodinamičkom oplatom. Na prvim avionima na repu se nalazila repna skija a kasnije je ugrađivan kotač. Bilo je i aviona s ugrađenim plovcima za slijetanje na vodene površine ili s ugrađenim skijama umjesto kotača glavnog podvozja.
U svom izvornom izdanju, Ju 52/1m je imao jedan BMw-ov ili junkersov motor s vodenim hlađenjem u svom nosu. Vrlo brzo se zaključilo da jedan motor nema dovoljno snage i nakon sedmog prototipa svi daljnji Ju 52/3m imali su tri zvjezdasta motora. Isprva su ugrađivani zvjezdasti Pratt & Whitney Hornet motori a kasnije BMW 132 sa 770 KS. Izvozni modeli imali su Pratt & Whitney Wasp R-1340 motore od 600 KS ili Bristol Pegasus VI od 775 KS. Dva krilna motora imali su kućište u obliku prstena koji omogućava slobodan protok struje zraka oko motora. Prstenasto kućište srednjeg motora bilo je većeg promjera nego sam početak nosnog dijela trupa iako je na nekim kasnijim avionima oplata produbljena što je dalo aerodinamičniji oblik.

## Povijest korištenja

#### Predratno civilno korištenje
1936. Canadian Airwaysu su isporučeni 6 jedino izrađenih jednomotornih Ju 52/1m. Na zrakoplovima su promijenjeni motori s Rolls-Royce Buzzard te su u Kanadi dobili nadimak "Flying Boxcar".  Avioni su mogli prevesti do tri tone tereta a najveća dopuštena težina im je bila oko osam tona. Koristili su se za opskrbu udaljenih rudnika i dostavu tereta u druga udaljena područja s opremom prevelikom i preteškom za druge zrakoplove koji su tada bili u uporabi. Ju 52/1m mogao je slijetati na kotačima, skijama ili plovcima. Prije nacionalizacije njemačke zrakoplovne industrije u 1935. Ju 52/3m je prvenstveno izrađivan kao linijski putnički avion sa 17 sjedišta. Korišten je na letovima Lufthanse od Berlina do Rima a let je trajao 8 sati. U floti Lufthanse bilo je oko 80 aviona koji su letjeli iz Njemačke po Europi, za Aziju i Južnu Ameriku.

#### Vojno korištenje 1935. – 1945.
Ju 52 je prvi puta korišten u vojnim misijama u Španjolskom građanskom ratu i kao bombarder i kao transportni zrakoplov. Posljednji zadatak u tom ratu je bio bombardiranje Guernica a nakon tog rata novi bombarderi više nisu izrađivani. Bombarderi JU-52 korišteni su u invaziji na Poljsku tijekom bombardiranja Varšave u rujnu 1939. godine. Luftwafe je tijekom Drugog svjetskog rata najviše koristio ove avione kao transportne, za prijevoz tereta i vojnika, uključujući i padobranske postrojbe. Slabo naoružan, s najvećom brzinom od 256 km/h, Ju 52 je bio vrlo ranjiv u napadu neprijateljskih lovaca te je u ratnoj zoni uvijek morao imati pratnju. Mnoge Ju 52 oborila je protu-zračna obrana i lovci, poglavito za vrijeme očajničkih pokušaja opskrbe Njemačke šest armije koja se tijekom završne Bitke za Staljingrad 1943. godine nalazila u okruženju.
Tijekom završne faze Pohoda na sjevernu Afriku oboreno je 24 Junkersa (18. travnja 1943.) a 35 koji su se vratili na Siciliju razbilo se pri slijetanju. Istovremeno od strane JU-52 oboren je samo jedan neprijateljski lovac. Inačice s plovcima korištene su u Pohodu na Norvešku 1940. godine, a kasnije i na mediteranskom bojištu. Korišteni su i kao minolovci.

#### Poslijeratno korištenje
Razne inačice Junkersa Ju-52 nastavile su letjeti vojne i civilne letove i nakon Drugog svjetskog rata. 1956. Ratno zrakoplovstvo Portugala, koje je i prije koristilo JU-52, koristilo je avion za prijevoz elitnih padobranskih postrojbi u borbenim operacijama u Angoli i drugim portugalskim afričkim kolonijama sve do prizemljenja aviona 1960.-ih. Ratno zrakoplovstvo Švicarske  je koristilo Ju 52 od 1939. do 1982. kada su letjela još tri aviona, najvjerojatnije posljednja i najduža usluga kod ijednog vlasnika. Ovi avioni su još uvijek u letnom stanju i mogu se iznajmiti za panoramski let.
Neki Ju 52 redizajnirani su za civilnu uporabu. British European Airways (B.E.A.) koristio je jedanaest bivših RAF-ovih Ju 52/3mg8e 1946. i 1947. na domaćim linijama dok ih nisu zamijenili avioni Dakote.
Ju-52 i Douglas DC-3 bili su posljednji zrakoplovi koji su uzletjeli sa zračne luke Tempelhof prije njenog zatvaranja.

## Inačice
Većina Ju 52 je nakon rata uništeno a nakon 1945. izrađeno je novih 585 aviona. U Francuskoj je za vrijeme rata letjelicu izrađivala tvrtka Amiot koja je bila pod kontrolom Junkersa te je njena proizvodnja nastavljena i kasnije. U Španjolskoj je letjelica proizvođena pod oznakom CASA 352 i CASA 352L u zrakoplovnoj tvrtci Construcciones Aeronáuticas SA. Četiri aviona CASA 352s i danas je u redovitoj uporabi.
- Ju 52 – je bila jednomotorna inačica koja je prvi let imala 3. rujna 1930. Izrađeno je 7 aviona.
- Ju 52/3m – je bio tromotorni prototip s ugrađenim Pratt & Whitney Hornet zvjezdastim motorima od 410 kW (550 ks). Prvi let bio je 7. ožujka 1932. godine.
- Ju 52/3mce – je bio tromotorni civilni transportni zrakoplov.
- Ju 52/3mge - je bio bombarder i transportni zrakoplov kojim se koristila Luftwafe.
- Ju 52/3mg3e – je bila dorađena vojna inačica pokretana s tri BMW 123-A3 zvjezdasta klipna motora od 541 kW (725 KS), opremljena s radijom i poboljšanim mehanizmom za ispuštanje bombi.
- Ju 52/3mg4e – je bila vojna inačica. Umjesto repne skije na avion se ugrađivao repni kotač.
- Ju 52/3mg5e – je bila vojna inačica pokretana s tri BMW 123T zvjezdasta klipna motora od 619 kW (830 KSs). Podvozje aviona s kotačima se po potrebi moglo zamijeniti s plovcima ili skijama.
- Ju 52/3mg6e – je bio opremljen s pojednostavljenim radio sustavom.
- Ju 52/3mg7e – je imao autopilot i velika teretna vrata.
- Ju 52/3mg8e – je imao dodatna vrata na krovu kabine.
- Ju 52/3mg9e – je bila kasnije proizvođena inačica s ugrađenim jačim podvozjem i sustavom za vuču jedrilica.
- Ju 52/3mg10e – je slična inačica kao i prethodna ali s izmjenjivim podvozjem (kotači ili plovci).
- Ju 52/3mg11e – nema poznatih detalja.
- Ju 52/3mg12e – je bila inačica s ugrađenim B.M.W. 123L zvjezdastim klipni motorima.
- Ju 52/3m12e – nekoliko aviona za Lufthansu.
- Ju 52/3mg13e - nema poznatih detalja.
- Ju 52/3mg14e - je bila zadnja njemačka proizvodna inačica.
- A.A.C. – je francuska poslijeratna inačica. Izrađeno je 415 aviona.
- CASA 352 – je poslijeratna španjolska inašica. Izrađeno je 106 aviona.
- CASA 352L - španjolska inačici sa španjolskim ENMA Beta B-4 motorima. Izgrađeno je 64 aviona.
- C-79 – je oznaka jedinog zrakoplova kojeg je koristilo Ratno zrakoplovstvo SAD-a.
- T2B – je oznaka zrakoplova kojeg je koristilo Ratno zrakoplovstvo Španjolske.

## Korisnici
| Argentina | Austrija     | Belgija        | Bolivija               | Brazil      |
| Bugarska  | Čehoslovačka | Danska         | Ekvador                | Estonija    |
| Finska    | Francuska    | Italija        | Jugoslavija            | JAR         |
| Kanada    | Kolumbija    | Mađarska       | Njemačka               | Treći Reich |
| NDH       | Norveška     | Peru           | Poljska                | Portugal    |
| Rumunjska | SAD          | Slovačka       | SSSR                   | Španjolska  |
| Švedska   | Švicarska    | Republika Kina | Ujedinjeno Kraljevstvo |             |

## Tehničke karakteristike (Junkers Ju 52/3m g7e)
Osnovne karakteristike
- posada: 3
- dužina: 18,9 m
- raspon krila: 29,35 m
- površina krila: 110,5 m2
- visina: 4,5 m

Letne karakteristike
- najveća brzina: 265 km/h
- ekonomska brzina: 211 km/h
- dolet: 870 km
- brzina penjanja: 17 minuta visinu od 3.050 m
- najveća visina leta: 5.490 m
- motor: 3× BMW 132T